# Вишнёвый Дол
Вишнёвый Дол (офиц. Вишневый Дол) — река в России, протекает по Башкортостану (Белорецкий район). Устье реки находится в 1367 км по левому берегу реки Белая. Длина реки составляет 11 км. Высота устья — 523,8 м над уровнем моря.

## Данные водного реестра
По данным государственного водного реестра России относится к Камскому бассейновому округу, водохозяйственный участок реки — Белая от истока до водомерного поста Арский Камень, речной подбассейн реки — Белая. Речной бассейн реки — Кама.
Код объекта в государственном водном реестре — 10010200112111100016830.